# Museo del Holocausto (Ciudad de Guatemala)
El Museo del Holocausto, Guatemala fue fundado por Yahad-In Unum y abrió sus puertas en enero de 2016. Ubicado en el Centro Histórico de la Ciudad de Guatemala, el Museo ha recibido desde entonces a más de 6,000 estudiantes y a capacitado a más de 500 profesores sobre el Holocausto.
El Museo y su Programa Educativo organiza visitas guiadas para estudiantes, capacitaciones para maestros, realiza exhibiciones temporales y lidera en Latinoamérica la enseñanza del Holocausto por Balas, un capítulo relativamente desconocido del Holocausto.
El Museo desarrolla herramientas educativas en español para la enseñanza del Holocausto a nivel nacional y regional y trasmite los avances las investigaciones de su asociación fundadora Yahad-In Unum, traduciendo esos resultados y sus herramientas educativas al español para hacerlas accesibles a los países de habla hispana.

## Misión
El museo tendrá como objetivo de enseñar a las nuevas generaciones el genocidio cometido contra las judíos y las persecuciones y matanzas cometidas contra los gitanos y otras víctimas durante la Segunda Guerra Mundial.

## Visión
Trascender como una institución que sea autoridad en la temática relacionada con la memoria histórica de los genocidios, la tolerancia y los Derechos Humanos; tanto a nivel nacional como internacional.

## Acerca de Yahad in Unum
Juntos en uno Yahad – In Unum combina la palabra en hebreo «Yahad» que significa «juntos» con la frase en latín «In Unum» que significa «en uno». Fundada en el 2004 por el internacionalmente renombrado activista humanitario Padre Patrick Desbois, Yahad es una organización mundial que hace conciencia sobre los sitios de ejecuciones de judíos y gitanos realizadas por las unidades de matanza nazis en Europa del Este durante la Segunda Guerra Mundial. Este fue el famoso «Holocausto por balas», el prototipo para la subsiguiente enfermedad del genocidio moderno. Las masacres en Camboya, Ruanda, Darfur, los Balcanes y Siria han sido modeladas después de las tácticas sistemáticas llevadas a cabo durante el «Holocausto por balas».
Investigando y exponiendo la evidencia de estos horribles, pero poco conocidos crímenes en contra de la humanidad, estamos dando conclusión a la memoria de las víctimas. Por otra parte, trabajamos para extender la conciencia universal sobre la necesidad de reconocer y denunciar la actual epidemia de genocidio mundial. Yahad – In Unum es la única organización cristiana en el mundo dedicada a esta solemne causa.
El objetivo de este trabajo es: Fundamentar un «Holocausto por balas» o ejecuciones masivas de judíos que ocurrieron fuera de los campos de concentración nazis, proporcionar evidencia de las ejecuciones masivas para responder a los que niegan el Holocausto hoy y mañana, brindar el debido respeto a los lugares de entierro de las víctimas y permitir su preservación y diseminar y ayudar a aplicar las lecciones universales acerca del genocidio derivadas del trabajo de Yahad – In Unum.

## Patrick Desbois
Padre Patrick Desbois ha dedicado su vida a investigar el Holocausto, a luchar contra el antisemitismo y promover las relaciones entre católicos y judíos. Padre Desbois es un sacerdote católico y presidente de Yahad – In Unum, una organización humanitaria mundial que fundó en el año 2004 dedicada a la identificación y conmemoración de los sitios de ejecuciones masivas de judíos y gitanos en Europa del Este durante la Segunda Guerra Mundial.  El padre Desbois es profesor en la Universidad de Georgetown, y él está en la facultad del Centro para la Civilización Judía. También funge como director del Comité Episcopal para las Relaciones Católico-Judías, bajo el auspicio de la Conferencia de Obispos Franceses. Él es nieto de un prisionero francés de la Segunda Guerra Mundial que permaneció en el campamento de Rawa Ruska en la frontera entre Polonia y Ucrania. En el 2004 comenzó a investigar la historia de los judíos, gitanos y otras víctimas de asesinatos en Europa oriental durante la Segunda Guerra Mundial llevados a cabo por las unidades móviles de matanza nazis, los Einsatzgruppen. Su trabajo a través de Yahad ha sido reconocido por medio de numerosos premios y comentarios públicos en Francia y en todo el mundo.